# تغاير لون القزحيتين
تَغَايُرُ تَلَوُّنِ القُزَحِيَّتين أو تلون متباين أو تغاير الألوان في علم التّشريح، مصطلح Heterochromia (المشتقّ من اليونانيّة من الكلمتين 'heteros' وتعني مختلف + 'chroma' وتعني لون  يعني تباين أو اختلاف لون القُزَحِيَّتين، وقد يشمل الشّعر أو الجلد أيضاً، وتنتج هذه الحالة عن نقص أو زيادة في صبغة الميلانين. قد تكون هذه الحالة وراثيّة، أو نتيجة خلل جيني كالفُسَيْسَائية Mosaicism، الخَيمَرِيَّة (وجود خلايا وراثية مختلفة المنشأ) chimerism، أو نتيجة مرض أو إصابة ما.
هناك نوعان من تَغَايرِ تَلَوُّنِ القُزَحِيَّتين: الاختلاف الكامل؛ وفيه يكون لون إحدى القزحيتين مختلفاً تماماً عن الأخرى، والنّوع الآخر هو الاختلاف الجزئي وفيه يكون جزء من إحدى القزحيتين مختلفاً عن لون الجزء الباقي من القزحيّة نفسها. يتمّ تحديد لون العين، وتحديداً لون قزحية العين، في المقام الأول من خلال تركيز وتوزيع صبغة الميلانين. قد تكون العين المُصابة مُفرطة التصبّغ hyperchromic أو ناقصة التصبّغ hypochromic. في البشر، تُشير زيادة صبغة الميلانين عادةً إلى فَرْط تنَسُّج القزحيّة، بينما يعدّ نقص صبغة الميلانين مؤشّراً على نقص تنسّج القزحيّة.

## التّصنيف
يصنّف تَغَايُرُ التَلَوُّنِ أساساً حسب بداية المرض ومسبّبه إلى وراثيّ أو مكتَسَب. مع أنّه كثيراً ما يتمّ التمييز بين نوعين من تغاير تلوّن القزحيتين وذلك حسب إذا ما كانت القزحيّة المُصابة متأثرة كلّياً أو جزئيّاً، إلا أن التصنيف الأساسي هو حسب بداية المرض كما ذُكر سابقاً، مع ذكر لون الجزء المتأثر من القزحيّة ما إذا كان أغمق أو أفتح من اللون الطبيعي.
معظم حالات تغاير تلوّن القزحيتين هي وراثية الأصل؛ ناتجة عن مرض أو متلازمة أو إصابة ما. ومن الجدير بالذكر أن الإصابة بتغاير التلوّن ليس خلقياً فقط وإنما يمكن اكتسابه نتيجة إصابة بمرض أو التهاب أو التعرّض لإصابة ما.

### تغاير التلوّن جنينيّ المنشأ congenital heterochromia
تغاير التلوّن جنيني المنشأ يتم توارثه وراثة صبغيّة جسديّة كصفة سائدة (Autosomal dominant).

تغاير التلوّن جنينيّ المنشأ يتمّ توارثه وراثة صبغيّة جسديّة كصفة سائدة (من الذّكور أو الإناث).

### تغاير التلوّن الجزئي أو ما يعرف ب sectoral heterochromia
تتكوّن قزحيّة المصاب بتغاير التلوّن الجزئي من لونين مختلفين في نفس المنطقة، حيث يظهر الجزء المصاب كبقعة غير منتظمة الشّكل يختلف لونها عن اللون الطبيعي للعين، ولا تشكّل هذه البقعة حلقة كاملة حول بؤبؤ العين كما في حالة تغاير التلوّن المركزي (.(central heterochromia .إذا وُلد الشّخص مصاباً بتغاير التلوّن، فعلى الأرجح أن أحد والديه مصاب أيضاً. يعدّ تغاير التلوّن أكثر شيوعاً في القطط والكلاب. يعدّ تغاير التلوّن الجزئي نادراً في الإنسان مكوّناً ما نسبته 1%.

#### القزحيّة غير الطبيعية – لون أغمق من الطّبيعي
- عقيدات لش Lisch nodules – ورمٌ عابيّ في القزحيّة hamartoma (عقدة من نسيج شبيه بالورم يختلف عن النّسيج المحيط به)، التّي يمكن رؤيتها في حالة الوُرام اللّيفي العصبيّ.
- فرط ميلانين المُقلة – وهي حالة تنتج عن زيادة التصبّغ في السّبيل العنبيّ uveal tract، وظاهر الصُّلبة وزاوية غرفة العين الأماميّة.
- كَثْرَةُ الخَلاَيا الميلانينيَّةِ العَينيةِ الجِلْديَّة (وحمةُ أوتا).[7]
- متلازمة تبعثر الصّباغ – وهي حالة تمتاز بفقدان التصبّغ من سطح القزحّية الخلفيّ، وانتشار الصّبغة بطريقة مبعثرة داخل العين في عدة أجزاء مختلفة منها السطح الأمامي للقزحيّة.
- متلازمة ستيرج ويبر – وهي متلازمة تمتاز بظهور وحمة خمريّة اللّون تظهر في الوجه منذ الولادة في منطقة توزيع العصب الثلاثيّ التّوائم، كما وتمتاز المتلازمة بوجود ورم وعائي في السّحايا الرّقيقة على نفس جهة الوحمة، وهذا الورم قد ينتج عنه تكلّس داخل القِحف وأعراض عصبيّة، ومن أعراض المتلازمة أيضاً ظهور ورم وعائي في مشيميّة العين الذي قد يؤدي إلى الزّرق أو المياه الزرقاء في العين.[10][11]

#### القزحيّة غير الطّبيعيّة – لون أفتح من الطّبيعي
- تغاير التلوّن البسيط – ويعدّ حالة نادرة تمتاز بعدم وجود أي مشاكل أخرى في العين أو باقي أجزاء الجسم. العين ذات اللون الأفتح هي العين المصابة حيث تُظهر نقصاً في التنسّج (hypoplasia). وقد تصيب هذه الحالة القزحيّة بشكل كامل أو جزئي.
- متلازمة هورنر جنينيّة المنشأ[12] التي عادةً ما تكون مكتسبة، ومتوارثة في بعض الأحيان.
- متلازمة واردينبيرج [12] – يظهر تغاير التلوّن في بعض الحالات المصابة بهذه المتلازمة على شكل نقص في التصبّغ في كلتا القزحيتين. كما وأظهرت دراسة يابانيّة تمّ إجراؤها على 11 طفل أمهق albino مصاب بهذه المتلازمة أن جميعهم يعاني من تغاير التلوّن الجزئي.[13]
- اللَّمَع Piebaldism – وهو مرض جلدي خلقي نادر يتّسم بفقد محصور للخلايا الميلانينيّة، ويتميّز ببياض شعر ناصية مقدّمة الرأس وبوجود بقع متناظرة ناقصة أو فاقدة التصبّغ.
- تضخّم القولون الخلقي Hirschsprung's disease – وهو مرض يصيب الأمعاء الغليظة، ويكون تغاير التلوّن فيه جزئيّاً، تحتوي أجزاء القزحية المصابة على عدد أقل من الخلايا الميلانينيّة ونقصاً في تصبّغ سدى القزحيّة[14]
- سلس الصِّباغ.[7]
- متلازمة باري رومبرج المعروفة أيضا باسم الضمور النصف وجهي التصاعدي.[7]

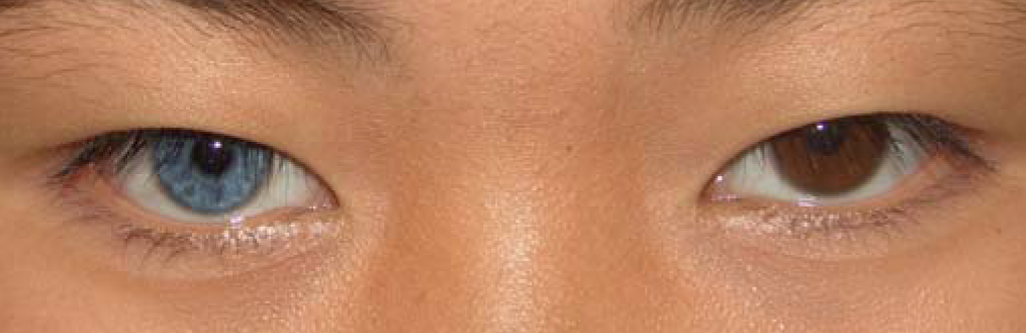
شخص يابانيّ الأصل مصاب بمتلازمة واردينبيرج -النوع الثاني-، يظهر لديه تغاير تلوّن القزحيّتين الكامل أو الكلّي.

#### تغاير تلوّن القزحيتين المُكتَسب
وهذا النّوع يمكن اكتسابه نتيجة إصابة بمرض أو التهاب أو استعمال قطرات العين التي تؤذي القزحيّة  أو الإصابة بورم.

#### القزحيّة غير الطّبيعيّة – لون أغمق من الطّبيعي
- ترسّب مادّة ما.
- * فَرْطُ الحَدِيْدِ في النُّسُج – حيث يترسّب الحديد داخل أنسجة العين نتيجة إصابة تخترق العين نتج عنها استقرار جسم غريب يحتوي على الحديد داخل العين.
- * داءٌ هيموسيديرينيّ – قد تؤدّي الإصابة الكليلة في العين (blunt trauma) إلى تكوّن تحْدَمِيّة وهي نزف في الغرفة الأماميّة في العين؛ وجودها لفترة طويلة في العين قد يوّدي إلى ترسيب الحديد النّاتج من منتجات الدّم.
- بعض قطرات العين – مثل مضاهيات البروستاغلاندين التي تستخدم موضعيّاً لعلاج ارتفاع ضغط العين؛ حيث يظهر تغاير التلوّن في بعض المرضى الذين يستخدمون هذه القطرات، تغاير التلوّن في هذه الحالات يكون متراكزاً حيث تظهر سدى العين التي تقع حول عَضَلَةٌ مَصَرَّة القزحيّة أغمق لوناً من سدى العين التي تقع على الأطراف. من الفرضيّات التي تم وضعها لبيان الطريقة التي ينتج من خلالها تغاير التلوّن هي تحفيز إنتاج الميلانين في الخلايا الميلانينيّة في القزحيّة.
- الوحمات والأورام الميلانينيّة.
- متلازمة البطانة القزحية القرنوية[7]
- متلازمة الشَّتَر الخارجيّ أو انقلاب القزحيّة للخارج.[7]

#### القزحيّة غير الطّبيعيّة – لون أفتح من الطّبيعي
- الْتِهابُ القُزَحِيَّةِ والجِسْمِ الهَدَبِيّ المُتَغَايِرُ اللَّون – وتتّسم هذه الحالة بالتهاب عنبيّ uveitis خالٍ من الأعراض، تصبح فيه قزحية العين المصابة ناقصة التّصبّغ وتظهر باهتة اللون. تغاير التلوّن قد يكون بسيطاً يكاد لا يظهر خاصّة في الأشخاص ذوي العيون فاتحة اللّون. وتكون أكثر وضوحاً في ضوء النّهار. وقد تمّ تقدير مدى انتشار تغاير التلوّن المصاحب لهذه الحالة قي عدّة دراسات[16][17][18] أظهرت نتائجها أن هناك صعوبة في تمييز تغيّر اللون في قزحية الأشخاص ذوي العيون الداكنة.[18][19]
- متلازمة هورنر المكتسبة – كما في حالات الورم الأرومي العصبي.(Neuroblastoma)[20]
- الأورام – مثل الأورام الميلانينيّة، أو حتى انتشار ورم من مكان آخر في الجسم إلى العين.

كما يظهر تغاير التلوّن في الأشخاص المصابين بمتلازمة داون.Duane Syndrome
- التهاب القزحيّة المزمن.[7]
- الورم الحُبيبيّ الأصفر اليفعيّ Juvenile xanthogranuloma.[7]
- ابيضاض الدّم والورم الليمفي.[7]

### تغاير تلوّن القزحيّتين المركزيّ
في حالة تغاير التلوّن المركزيّ تكون قزحيّة نفس العين مكوّنة من لونين مختلفين؛ حيث يكون لون الجزء المتوسّط (الحَدَقيّ) من القزحيّة مختلفاً عن لون الجزء الطرفيّ (الهَدَبيّ)، حيث أن اللون الطبيعي للقزحية هو اللون الخارجيّ.
يتمّ تحديد لون العين أساساً حسب توزيع وتركيز صبغة الميلانين في أنسجة قزحيّة العين. مع أن العمليّات التي تحدّد لون العين غير مفهومة تماماً، إلا أنّه من المعروف أن لون العين يتمّ توارثه عن طريق عدّة جينات مختلفة. وفي النّهاية قد تؤدي عدّة عوامل بيئيّة أو مكتسبة إلى تغيير وتعديل في هذه الصّفات الموروثة.
قد تظهر قزحيّة العين بعدّة ألوان؛ هناك ثلاثة ألوان حقيقيّة في عين الإنسان والتي بدورها تحدّد في النهاية المظهر الخارجيّ للعين، وهي: البنّي والأصفر والرّماديّ. الكمّية الموجودة من كلّ لون تحدد في النهاية مظهر ولون العين النّهائيّ.
غالباً ما يُشار للعيون المُصابة بتغاير التلوّن المركزيّ ب«عيون القطّ» بسبب وجود القزحيّة متعدّدة الألوان. ومن الجدير بالذّكر أن تغاير التلوّن المركزيّ يعدّ أكثر انتشاراً في القزحيّات التي تحتوي على كمّية قليلة من صبغة الميلانين.
من الحالات الشهيرة المُصابة بتغاير التلوّن المركزيّ البارونة Rozsika Edle von Wertheimstein والتي وصفتها ابنتها بما يلي: «كانت امرأة جميلة جدّاً، تمتلك عينين ذاتا لون بنّي قاتم، كلّ عين كانت تحتوي على حلقة أرجوانيّة اللّون حول المركز بنّي اللّون، سُمك كلّ حلقة حوالي ربع الإنش.»

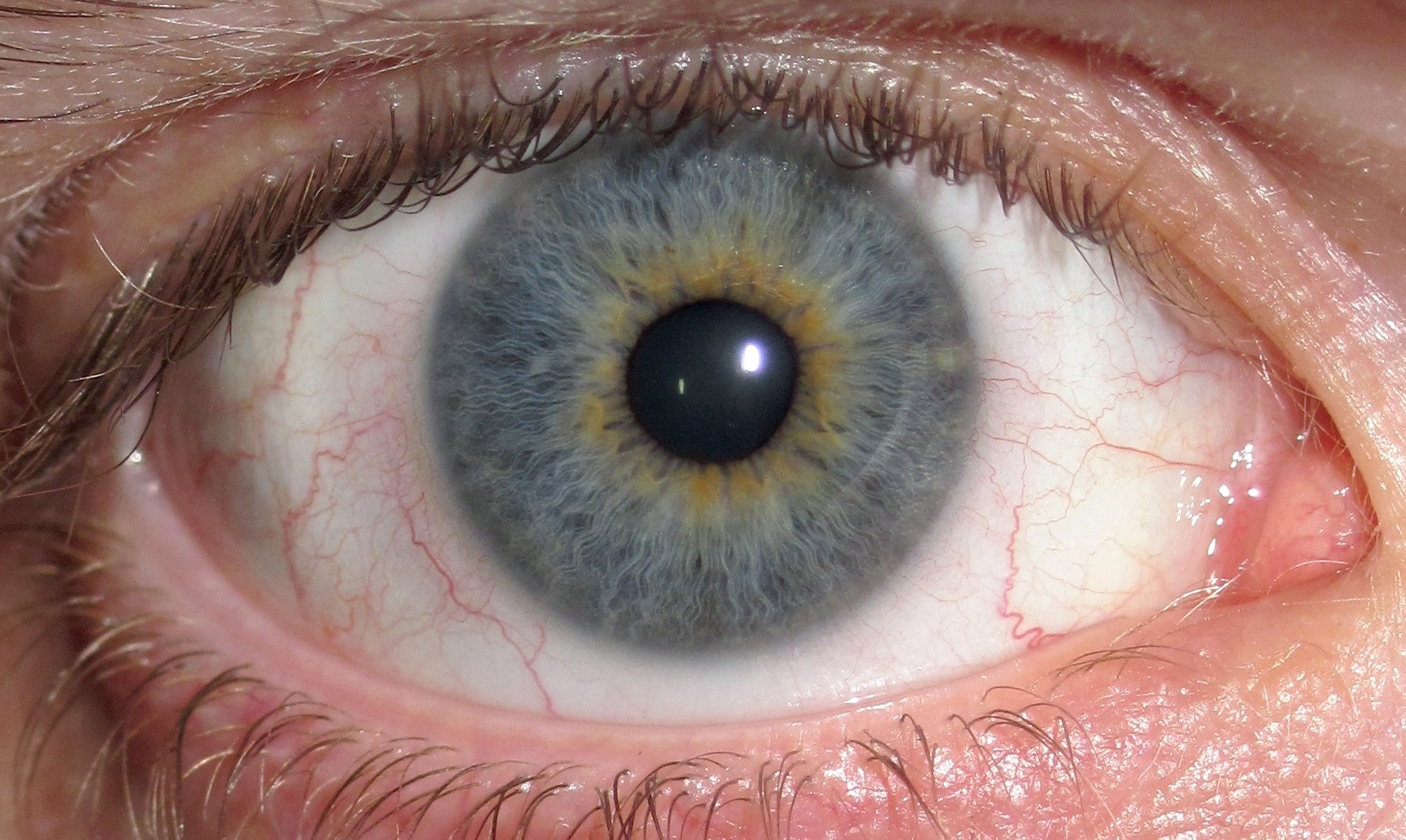
هنا يظهر مثال على تغاير التلوّن المركزي؛ حيث تظهر القزحيّة بلونين مختلفين، ذهبيّ في المركز وأزرق على الأطراف

## بعض الأشخاص البارزين المصابين بتغاير التلوّن
المقال الرّئيسي: قائمة بالأشخاص المصابين بتغاير تلوّن القزحيّـتين

## في الكائنات الحيّة الأخرى
يعتبر تغاير تلوّن القزحيّتين أكثر انتشاراً في الحيوانات منه في البشر، وفي أغلب الحالات تكون عينٌ واحدة مصابةً والتي غالباً ما تكون زرقاء اللّون. غالباً ما تقع هذه العين الزّرقاء ضمن بقعة بيضاء خالية من الميلانين قد تشمل كلّاً من الجلد والشّعر. (اقرأ أيضاً: البَياض Leucism).
وتشمل هذه الحيوانات القطط، خاصّة سلالات مثل قط الفان التركي والأنجورا التركي وسلالة خاو منيع وقصير الذيل الياباني (نادراً). هذه القطط تسمّى قطط غريبة العينين، وهي غالباً ما تكون بيضاء اللّون مع عين طبيعيّة لونها نحاسيّ أو برتقاليّ أو أصفر أو أخضر، والعين الأخرى لونها أزرق.
في الكلاب، قد نرى تغاير تلوّن القزحيتين في عدّة سلالات منها الهسكي السيبيري وكلب الرّاعي الأسترالي.
في الخيول أيضاً يمكن رؤية هذه الحالة، خاصّة في خيول بينتو (والتي يكون لونها عبارة عن بقع كبيرة من اللون الأبيض وأي لون آخر)، حيث تكون الخيل المُصابة تمتلك عيناً بنّية اللّون، وأخرى بيضاء أو رماديّة أو زرقاء اللّون.
كما ويمكن حدوث هذه الحالة في الأبقار وجواميس الماء. وكذلك في القوارض المصابة بمتلازمة واردينبيرج، لكن قد يكون تمييز هذه الحالة صعباً حيث يكون لون العين المصابة أزرقاً داكناً.
كما ويمكن رؤية تغاير التلوّن الجزئي في الكلاب، بالتحديد في سلالات مثل: كلب الرّاعي الأسترالي، بوردر كولي، كلب الرّعي الشتلندي، سلالة كورجي الويلزيّة، سلالة مودي، سلالة دنكر، الكلب الدانماركي الضّخم، سلالة داشهند، الشيواوا، وكذلك في سلالة الهسكي السيبيري. وغالباً ما تكون العين المُصابة ناقصة التصبّغ.

## معرض الصّور

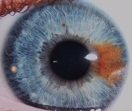
عين شخص بالغ توضّح تغاير التلوّن الجزئي حيث تظهر بقعة برتقاليّة اللّون في عينه اليمنى ذات اللّون الأزرق. ومن الجدير بالذّكر أن والدة هذا الشّخص كانت تملك نفس البقعة في عينها اليسرى ذات اللّون الأخضر
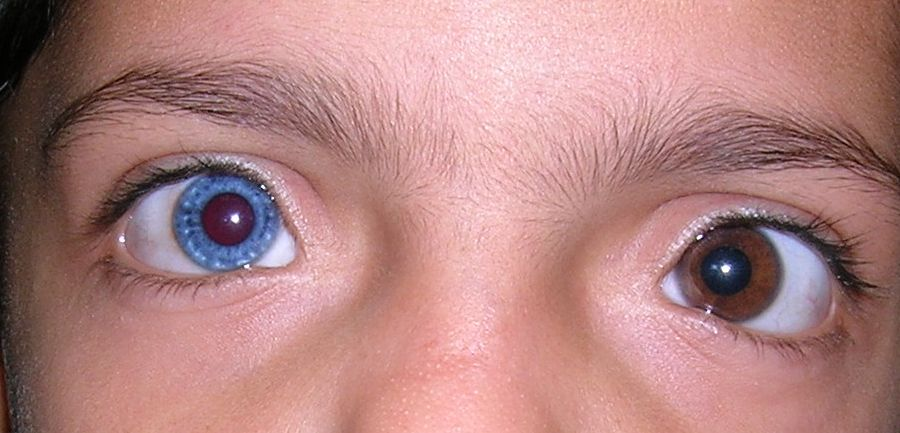
عين طفل مصاب بتغاير تلوّن القزحيتين
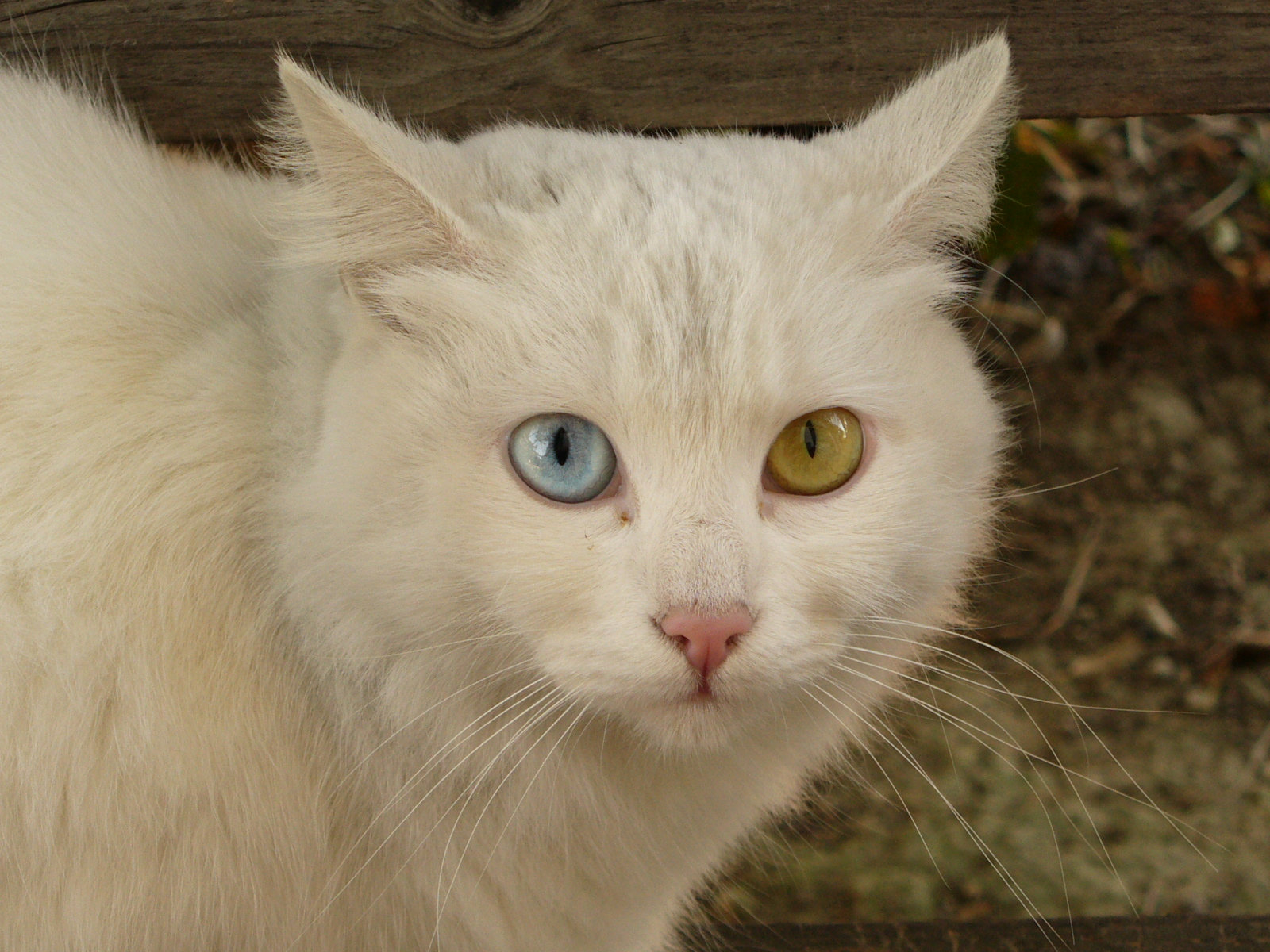
قطّ مصاب بتغاير التلوّن الكلّي، حيث يملك عيناً زرقاء وأخرى صفراء اللّون. كما ويبدو أن هناك تغاير تلوّن مركزيّ في العين الصّفراء حيث يظهر الجزء الخارجي من القزحيّة أصفرَ اللّون بينما يظهر الجزء المركزي أخضرَ اللّون.
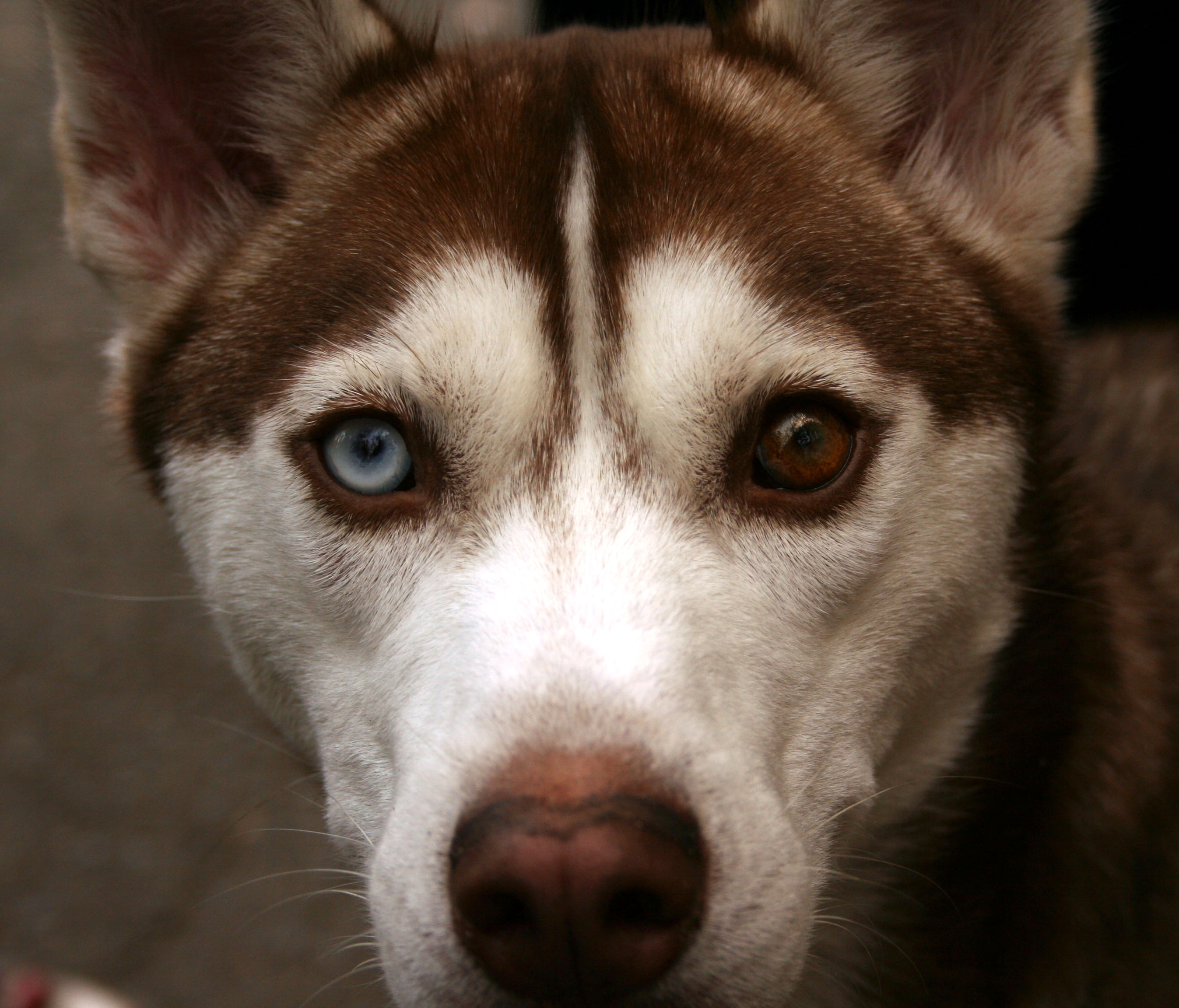
كلب هسكي سيبيري مصاب بتغاير التلوّن، حيث يملك عيناً زرقاء وأخرى بنّية اللّون.
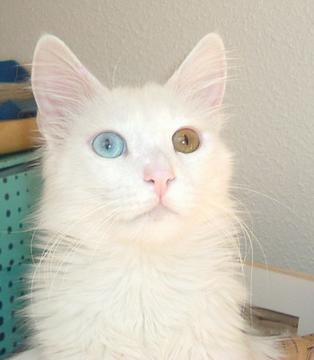
قطّة مصابة بتغاير التلوّن الكلّي
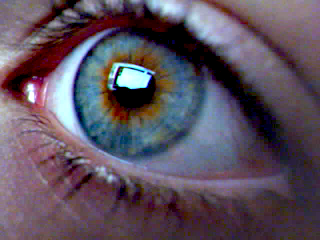
صورة توضّح تغاير التلوّن المركزيّ حيث تظهر القزحيّة برتقاليّة اللون في المركز وزرقاء على الأطراف.

## اقرأ أيضاً
- بقع بروشفيلد
- الثُّلامة
- احمرار الشّعر
- البَياض
- قائمة بأمراض مجموعيّة لها مظاهر وأعراض عينيّة
- اللّمَع